# Liste des épisodes de Yu-Gi-Oh!
Cet article est un complément de l’article sur le manga Yu-Gi-Oh!. Il contient la liste des épisodes des différentes adaptations en séries télévisées d'animation.

## Yu-Gi-Oh!
Cette série, non éditée en Europe, est produite par le studio Toei Animation en 1998 et comporte 27 épisodes. Elle adapte les 59 premiers chapitres du manga.
Elle est parfois connue sous le nom de la "saison 0" pour distinguer des saisons de la série qui a suivi, malgré l'absence de rapports concrets (les deux séries ne partageant pas la même continuité).
Remarque : la série n'étant jamais sortie en dehors du Japon, les titres français sont des traductions littérales des titres japonais.
| Génériques | Épisodes | Début          | Début         | Fin                             | Fin     | 1re date de diffusion |
| Génériques | Épisodes | Titre          | Artiste       | Titre                           | Artiste | 1re date de diffusion |
| ---------- | -------- | -------------- | ------------- | ------------------------------- | ------- | --------------------- |
| 1          | 1-27     | Kawaita Sakebi | Field Of View | Ashita Moshi Kimi ga Kowaretemo | WANDS   | 4 avril 1998          |

|  | Épisodes fillers |

### Saison zéro
| No                            | Titre français                                               | Titre japonais            | Titre japonais                           | Date de 1re diffusion |
| No                            | Titre français                                               | Kanji                     | Rōmaji                                   | Date de 1re diffusion |
| ----------------------------- | ------------------------------------------------------------ | ------------------------- | ---------------------------------------- | --------------------- |
| 1                             | Un rude combat. Le Jeu des Ombres                            | 激烈バトル 闇のゲーム     | Gekiretsu Batoru - Yami no Gēmu          | 4 avril 1998          |
| [Chapitre 1]                  |                                                              |                           |                                          |                       |
| 2                             | Un joueur démoniaque ! Un piège d'enfer !                    | 悪魔ゲーマー 地獄の罠     | Akuma Gēmā - Jigoku no Wana              | 11 avril 1998         |
| [Chapitre 4]                  |                                                              |                           |                                          |                       |
| 3                             | Confrontation contre le monstre ultime !                     | 激突! 最強のモンスター    | Gekitotsu! Saikyō no Monsutā             | 18 avril 1998         |
| [Chapitres 9-10]              |                                                              |                           |                                          |                       |
| 4                             | Le vol de la super montre édition limitée !                  | 強奪! 超幻の激レア時計    | Gōdatsu! Chō Maboroshi no Geki Rea Tokei | 25 avril 1998         |
| [Filler]                      |                                                              |                           |                                          |                       |
| 5                             | Enfin révélé ! Le secret de Yûgi !                           | 今暴かれる!! 遊戯の秘密   | Ima Abakareru!! Yūgi no Himitsu          | 2 mai 1998            |
| [Chapitres 13-14]             |                                                              |                           |                                          |                       |
| 6                             | Désespoir absolu ! Bataille décisive pour l'amitié ardente ! | 絶体絶命!! 熱き友情決戦   | Zettai Zetsumei!! Atsuki Yūjō Kessen     | 9 mai 1998            |
| [Chapitres 15-16-17-18-19-20] |                                                              |                           |                                          |                       |
| 7                             | Une ruse sournoise ! Querelle de Monstres Virtuels !         | 裏技デジタルペット騒動    | Urawaza Dejitaru Petto Sōdō              | 16 mai 1998           |
| [Chapitre 21]                 |                                                              |                           |                                          |                       |
| 8                             | Les maîtres des jeux entrent enfin en scène !                | ゲーム四天王ついに動く    | Gēmu Shitennō Tsuini Ugoku               | 23 mai 1998           |
| [Filler]                      |                                                              |                           |                                          |                       |
| 9                             | Explosion ! L'ultime technique secrète du Yo-yo !            | 炸裂ヨーヨー 究極の秘技   | Sakuretsu - Yō-Yō Kyūkyoku no Higi       | 30 mai 1998           |
| [Chapitres 11-48-49]          |                                                              |                           |                                          |                       |
| 10                            | La belle professeur se rapprochant d'un masque secret !      | 迫る美人教師 秘密の仮     | Semaru Bijin Kyōshi - Himitsu no Kari    | 6 juin 1998           |
| [Chapitre 7]                  |                                                              |                           |                                          |                       |
| 11                            | L'ouverture du célèbre "Monster Capsule" !                   | 噂のカプモン 新登場だぜ   | Uwasa no Kapumon - Shin Tōjōda ze        | 13 juin 1998          |
| [Chapitre 24]                 |                                                              |                           |                                          |                       |
| 12                            | Un homme trop chanceux ! Une légende imbattable !            | 強運を呼ぶ敵 不敗の神話   | Kyōun o Yobu Teki - Fuhai no Shinwa      | 20 juin 1998          |
| [Filler]                      |                                                              |                           |                                          |                       |
| 13                            | La cible est une fille ! Le danger d'une prédiction !        | 女生徒を狙う 大予言の牙   | Onna Seito o Nerau - Dai Yogen no Kiba   | 27 juin 1998          |
| [Chapitre 5]                  |                                                              |                           |                                          |                       |
| 14                            | Jeu de bombes - le pire rendez-vous !                        | 爆破ゲームで最悪デート    | Bakuha Gēmu de Saiaku Dēto               | 4 juillet 1998        |
| [Chapitre 45]                 |                                                              |                           |                                          |                       |
| 15                            | Une femme démoniaque ! Yûgi ne peut se transformer !         | 怖〜い女!! 変身できない   | Kowai Onna!! Henshin Dekinai             | 11 juillet 1998       |
| [Filler]                      |                                                              |                           |                                          |                       |
| 16                            | Revirement soudain - Crise de la Robe Blanche !              | イッパツ逆転 白衣の危機   | Ippatsu Gyakuten - Hakui no Kiki         | 18 juillet 1998       |
| [Filler]                      |                                                              |                           |                                          |                       |
| 17                            | La dernière minute du match ! L'invité modèle !              | ギリギリ勝負 誘うモデル   | Girigiri Shōbu - Izanau Moderu           | 25 juillet 1998       |
| [Filler]                      |                                                              |                           |                                          |                       |
| 18                            | Ne touchez pas au jeu interdit !                             | 禁断ゲームに手を出すな    | Kindan Gēmu ni Tewodasuna                | 1er août 1998         |
| [Chapitres 46-47]             |                                                              |                           |                                          |                       |
| 19                            | Une bataille sans grand intérêt ! Le tournoi de popularité ! | 大乱戦!! 人気コンテスト   | Dai Ransen!! Ninki Kontesuto             | 8 août 1998           |
| [Filler]                      |                                                              |                           |                                          |                       |
| 20                            | Montre-toi ! Le dernier et le plus fort des Maîtres du Jeu ! | 出た!! 最強最後の切り札   | Deta!! Saikyō Saigo no Kirifuda          | 15 août 1998          |
| [Filler]                      |                                                              |                           |                                          |                       |
| 21                            | Terminé ! Le plus grand "parc d'attractions" !               | 完成!! 究極のゲームランド | Kansei!! Kyūkyoku no Gēmu Rando          | 22 août 1998          |
| [Chapitres 25-27-50]          |                                                              |                           |                                          |                       |
| 22                            | Détruisez-le ! Un tir cruel !                                | 破れ 限界シューティング   | Yabure - Genkai Shūtingu                 | 29 août 1998          |
| [Chapitres 27-28-29-31-33]    |                                                              |                           |                                          |                       |
| 23                            | Le Roi du "Monster Capsule" ! Le super combat final !        | カプモン王! 頂上決戦!!    | Kapumon-ō! Chōjō Kessen!!                | 5 septembre 1998      |
| [Chapitres 33-34-35-36]       |                                                              |                           |                                          |                       |
| 24                            | Instant décisif ! Le miracle de l'amitié !                   | 今! 決着の時奇跡の友情    | Ima! Ketchaku no Toki Kiseki no Yūjō     | 19 septembre 1998     |
| [Chapitres 36-37-38-39-40]    |                                                              |                           |                                          |                       |
| 25                            | Un nouveau combat ! L'attaque du charmant garçon !           | 新たなる展開 襲う美少年   | Aratanaru Tenkai Osou Bishōnen           | 26 septembre 1998     |
| [Chapitres 50-51-52-53]       |                                                              |                           |                                          |                       |
| 26                            | Un Rival Violent - La Grande Crise !                         | ライバル激突 最大ピンチ   | Raibaru Gekitotsu - Saidai Pinchi        | 3 octobre 1998        |
| [Chapitres 54-55]             |                                                              |                           |                                          |                       |
| 27                            | L'amitié ! De la légende au mythe !                          | 友情 伝説から神話へ       | Yūjō - Densetsu Kara Shinwa e            | 10 octobre 1998       |
| [Chapitres 56-57-58-59]       |                                                              |                           |                                          |                       |

## Yu-Gi-Oh!Duel Monster (2000)
Cette série est produite par le studio Gallop et comporte un total de 224 épisodes répartis en 5 saisons. Elle adapte le manga à partir de la fin du tome 7.
| Génériques | Épisodes | Début      | Début          | Fin                                   | Fin            | 1re date de diffusion |
| Génériques | Épisodes | Titre      | Artiste        | Titre                                 | Artiste        | 1re date de diffusion |
| ---------- | -------- | ---------- | -------------- | ------------------------------------- | -------------- | --------------------- |
| 1          | 1-48     | Voice      | CLOUD          | Energizing Shower                     | Aki Maeda      | 18 avril 2000         |
| 2          | 49-80    | Shuffle    | Masami Okui    | The Afternoon of that Day             | Masami Okui    | 3 avril 2001          |
| 3          | 81-131   | Wild Drive | Masato Nagai   | Paradise                              | CAVE           | 13 novembre 2001      |
| 4          | 132-189  | WARRIORS   | Yuichi Ikusawa | These Overflowing Feelings Don't Stop | Yuichi Ikusawa | 5 novembre 2002       |
| 5          | 190-224  | Overlap    | Kimeru         | EYE'S                                 | Yuichi Ikusawa | 4 février 2004        |

|  |  |  |  |  | Épisodes fillers |

### Première saison
| No | Titre français                                     | Titre japonais                                   | Titre japonais                                   | Date de 1re diffusion |
| No | Titre français                                     | Kanji                                            | Rōmaji                                           | Date de 1re diffusion |
| --- | -------------------------------------------------- | ------------------------------------------------ | ------------------------------------------------ | --------------------- |
| 1 | L'âme des cartes                                   | 戦慄のブルーアイズ・ホワイトドラゴン             | Senritsu no Burū Aizu Howaito Doragon            | 18 avril 2000         |
| Note : Cet épisode reprend librement des événements survenus dans les tomes 2 à 5, afin d'introduire dans cette nouvelle version la rivalité entre Yûgi et Kaiba. |                                                    |                                                  |                                                  |                       |
| 2 | Le gant est jeté                                   | 幻想師ノー・フェイスの罠                         | Iryūjonisuto Nō Feisu no Wana                    | 25 avril 2000         |
| [Chapitres 60-61-62] |                                                    |                                                  |                                                  |                       |
| 3 | Voyage au royaume des duellistes                   | 失われしエクゾディア                             | Ushinawareshi Ekuzodia                           | 2 mai 2000            |
| [Chapitres 63-64] |                                                    |                                                  |                                                  |                       |
| 4 | Nid de guêpes                                      | インセクターコンボ                               | Insekutā Konbo                                   | 9 mai 2000            |
| [Chapitres 65-66] |                                                    |                                                  |                                                  |                       |
| 5 | Un insecte super puissant                          | 究極完全態 グレート・モス                        | Kyūkyoku Kanzentai Gurēto Mosu                   | 16 mai 2000           |
| [Chapitres 67-68] |                                                    |                                                  |                                                  |                       |
| 6 | Premier duel                                       | 華麗なるハーピィ・レディ                         | Kareinaru Hāpyi Redi                             | 23 mai 2000           |
| [Chapitres 69-70] |                                                    |                                                  |                                                  |                       |
| 7 | Attaque aquatique                                  | 海神リバイアサン                                 | Kaijin Ribaiasan                                 | 30 mai 2000           |
| [Chapitres 71-72] |                                                    |                                                  |                                                  |                       |
| 8 | Tout est relatif                                   | 奪われたブルーアイズ・ホワイト・ドラゴン         | Ubawareta Burū Aizu Howaito Doragon              | 6 juin 2000           |
| [Chapitres 73-74] |                                                    |                                                  |                                                  |                       |
| 9 | Duel avec un fantôme                               | 起死回生！ マジカルシルクハット                  | Kishikaisei! Majikaru Shiruku Hatto              | 13 juin 2000          |
| [Chapitres 74-75] |                                                    |                                                  |                                                  |                       |
| 10 | Fantôme démasqué                                   | 逆襲のブルーアイズ・ホワイト・ドラゴン           | Gyakushū no Burū Aizu Howaito Doragon            | 20 juin 2000          |
| [Chapitres 75-76] |                                                    |                                                  |                                                  |                       |
| 11 | Duel pour 2 étoiles                                | 友情パワー！ バーバリアン1号・2号                | Yūjō Pawā! Bābarian Ichigō Nigō                  | 27 juin 2000          |
| [Chapitres 77-78-79] |                                                    |                                                  |                                                  |                       |
| 12 | Estomacs noués                                     | 黒き炎！ レッドアイズ・ブラックドラゴン          | Kuroki Honō! Reddo Aizu Burakku Doragon          | 4 juillet 2000        |
| [Chapitres 79-80] |                                                    |                                                  |                                                  |                       |
| 13 | L'esprit maléfique de l'anneau                     | メタモルポットの罠！炎の剣士危うし               | Metamorupotto no Wana! Honō no Kenshi Ayaushi    | 11 juillet 2000       |
| Note : Cet épisode adapte très librement des événements survenus à la fin du tome 6 et dans le tome 7 afin de présenter proprement le personnage de Bakura, qui n'avait jusqu'à présent fait que de furtives apparitions dans cette version (alors qu'il est déjà un membre régulier du groupe dans le manga à ce stade). |                                                    |                                                  |                                                  |                       |
| 14 | La lumière au bout du tunnel                       | 漆黒のデュエル！闇晦ましの城                     | Shikkoku no Dyueru! Yamikuramashi no Shiro       | 25 juillet 2000       |
| [Chapitres 80-81-82] |                                                    |                                                  |                                                  |                       |
| 15 | Victoire par intimidation                          | 闇を切り裂け！ 光の護封剣                        | Yami wo Kirisake! Hikari no Gofūken              | 1er août 2000         |
| [Chapitres 82-83-84] |                                                    |                                                  |                                                  |                       |
| 16 | Les cicatrices de la défaite                       | 激突！ ブルーアイズVSレッドアイズ                | Gekitotsu! Burū Aizu Vāsasu Reddo Aizu           | 8 août 2000           |
| [Chapitres 84-85-86-87] |                                                    |                                                  |                                                  |                       |
| 17 | L'arène des âmes perdues - 1re partie              | 恐怖！ リビングデッドの呼び声                    | Kyōfu! Ribingu Deddo no Yobigoe                  | 15 août 2000          |
| [Chapitres 88-89] |                                                    |                                                  |                                                  |                       |
| 18 | L'arène des âmes perdues - 2e partie               | 逆右手に盾を左手に剣を                           | Migite ni Tate wo Hidarite ni Ken o              | 22 août 2000          |
| [Chapitres 90-91-92] |                                                    |                                                  |                                                  |                       |
| 19 | Duel à double tranchant - 1re partie               | 迷宮のタッグ・デュエル                           | Meikyū no Taggu Dyueru                           | 29 août 2000          |
| [Chapitres 92-93] |                                                    |                                                  |                                                  |                       |
| 20 | Duel à double tranchant - 2e partie                | 三神合体！ ゲート・ガーディアン                  | Sanshin Gattai! Gēto Gādian                      | 5 septembre 2000      |
| [Chapitres 84-88-94-95-96-99] |                                                    |                                                  |                                                  |                       |
| 21 | Duel à double tranchant - 3e partie                | 悪魔竜！ ブラック・デーモンズ・ドラゴン          | Akumaryū! Burakku Dēmonzu Doragon                | 12 septembre 2000     |
| [Chapitres 96-97-98-99] |                                                    |                                                  |                                                  |                       |
| 22 | La confrontation - 1re partie                      | 宿命のデュエル！ 遊戯ｖｓ海馬                    | Shukumei no Dyueru! Yūgi Vāsasu Kaiba            | 19 septembre 2000     |
| [Chapitres 99-100-101] |                                                    |                                                  |                                                  |                       |
| 23 | La confrontation - 2e partie                       | 最強！ 華麗！ 究極竜                             | Saikyō! Karei! Burū Aizu Arutimetto Doragon      | 26 septembre 2000     |
| [Chapitres 102-103-104] |                                                    |                                                  |                                                  |                       |
| 24 | La confrontation - 3e partie                       | クリボー増殖！ 驚愕の結末                        | Kuribō Shōzoku! Kyugaku no Ketsumatsu            | 3 octobre 2000        |
| [Chapitres 104-105-106] |                                                    |                                                  |                                                  |                       |
| 25 | Amitié étincelante                                 | 涙のデュエル！ フレンドシップ                    | Namida no Dyueru! Furendoshippu                  | 10 octobre 2000       |
| [Chapitres 106-107 + Filler] |                                                    |                                                  |                                                  |                       |
| 26 | Le champion contre le créateur - 1re partie        | モクバを救え！ 海馬ｖｓペガサス                  | Mokuba wo Sukue! Kaiba Vāsasu Pegasasu           | 17 octobre 2000       |
| [Chapitres 107-108-109] |                                                    |                                                  |                                                  |                       |
| 27 | Le champion contre le créateur - 2e partie         | 海馬散る！ 無敵のトゥーンワールド                | Kaiba Chiru! Muteki no Tūn Wārudo                | 24 octobre 2000       |
| [Chapitres 109-110-111] |                                                    |                                                  |                                                  |                       |
| 28 | Péripéties nocturnes                               | 決戦前夜！ ペガサスの秘密                        | Kessen Zenya! Pegasasu no Himitsu                | 31 octobre 2000       |
| [Chapitres 111-112-113] |                                                    |                                                  |                                                  |                       |
| 29 | Duel intérieur - 1re partie                        | 絶体絶命！ 誘惑のシャドウ                        | Zettai Zetsumei! Yūwaku no Shadō                 | 7 novembre 2000       |
| [Chapitres 114-115-116] |                                                    |                                                  |                                                  |                       |
| 30 | Duel intérieur - 2e partie                         | 伝説の最強戦士 カオス・ソルジャー降臨            | Densetsu no Saikyō Senshi Kaosu Sorujā Kōrin     | 14 novembre 2000      |
| [Chapitres 116-117-118] |                                                    |                                                  |                                                  |                       |
| 31 | La machination de Ken - 1re partie                 | 凶悪 重機械デッキ                                | Kyōaku Hevi Metaru Dekki                         | 21 novembre 2000      |
| [Chapitres 119-120-121] |                                                    |                                                  |                                                  |                       |
| 32 | La machination de Ken - 2e partie                  | 時を超えろ! レッドアイズ・ブラックメタルドラゴン | Toki wo Koero! Reddo Aizu Burakku Metaru Doragon | 28 novembre 2000      |
| [Chapitres 121-122-123-124] |                                                    |                                                  |                                                  |                       |
| 33 | Meilleurs amis, meilleurs adversaires - 1re partie | 友情の決勝戦 遊戯ｖｓ城之内 (前編)               | Yūjō no Kesshōsen Yūgi Vāsasu Jōnōchi (Zenpen)   | 5 décembre 2000       |
| [Filler] |                                                    |                                                  |                                                  |                       |
| 34 | Meilleurs amis, meilleurs adversaires - 2e partie  | 友情の決勝戦 遊戯ｖｓ城之内 (後編)               | Yūjō no Kesshōsen Yūgi Vāsasu Jōnōchi (Kōhen)    | 12 décembre 2000      |
| [Filler] |                                                    |                                                  |                                                  |                       |
| 35 | Le match du Millénium - 1re partie                 | 最終決闘! 遊戯ｖｓペガサス                       | Fainaru Dyueru! Yūgi Vāsasu Pegasasu             | 19 décembre 2000      |
| [Chapitres 113-125-126] |                                                    |                                                  |                                                  |                       |
| 36 | Le match du Millénium - 2e partie                  | 攻略不能!? 無敵のトゥーン軍団                    | Kōryaku Funō!? Muteki no Tūn Gundan              | 26 décembre 2000      |
| [Chapitres 113-126-127] |                                                    |                                                  |                                                  |                       |
| 37 | Le match du Millénium - 3e partie                  | 反撃開始! マインドシャッフル                     | Hangeki Kaishi! Maindo Shaffuru                  | 9 janvier 2001        |
| [Chapitres 113-127-128-129] |                                                    |                                                  |                                                  |                       |
| 38 | Le match du Millénium - 4e partie                  | 邪眼発動 サクリファイス                          | Jagan Hatsudō Sakurifaisu                        | 16 janvier 2001       |
| [Chapitres 129-130] |                                                    |                                                  |                                                  |                       |
| 39 | Le match du Millénium - 5e partie                  | 光と闇の融合 ブラックカオス降臨                  | Hikari to Yami no Yūgō Burakku Kaosu Kōrin       | 23 janvier 2001       |
| [Chapitres 130-131-132] |                                                    |                                                  |                                                  |                       |
| 40 | L'après match                                      | キング・オブ・デュエリスト                       | Kingu obu Dyueristo                              | 30 janvier 2001       |
| [Chapitres 132-133] |                                                    |                                                  |                                                  |                       |
| 41 | La colère de Rebecca                               | アメリカからきた少女                             | Amerika kara Kita Shōjo                          | 6 février 2001        |
| [Chapitre 133 + Filler] |                                                    |                                                  |                                                  |                       |
| 42 | Les liens de l'amitié                              | 必殺のシャドーグール                             | Hissatsu no Shadō Gūru                           | 13 février 2001       |
| [Filler] |                                                    |                                                  |                                                  |                       |
| 43 | Les héros légendaires - 1re partie                 | ビッグ５の罠 デュエルモンスターズクエスト        | Biggu Faibu no Wana Dyueru Monsutāzu Kuesto      | 20 février 2001       |
| [Filler] |                                                    |                                                  |                                                  |                       |
| 44 | Les héros légendaires - 2e partie                  | ＤＭクエスト② 伝説の勇者 遊戯                    | DM Kuesto ② Densetsu no Yūsha Yūgi               | 27 février 2001       |
| [Filler] |                                                    |                                                  |                                                  |                       |
| 45 | Les héros légendaires - 3e partie                  | ＤＭクエスト③ マスター・オブ・ドラゴンナイト     | DM Kuesto ③ Masutā Obu Doragon Naito             | 6 mars 2001           |
| [Filler] |                                                    |                                                  |                                                  |                       |
| 46 | Le duel des monstres des dés - 1re partie          | 謎の転校生 御伽龍児                              | Nazo no Tenkōsei Otogi Ryūji                     | 13 mars 2001          |
| [Chapitres 134-135] |                                                    |                                                  |                                                  |                       |
| 47 | Le duel des monstres des dés - 2e partie           | 対決！ ダンジョンダイスモンスターズ              | Taiketsu! Danjon Daizu Monsutāzu                 | 20 mars 2001          |
| [Chapitres 136-137-138] |                                                    |                                                  |                                                  |                       |
| 48 | Le duel des monstres des dés - 3e partie           | 遊戯苦戦 ゴッドオーガスの猛攻                    | Yūgi Kusen Gōdo Ōgasu no Mōkō                    | 27 mars 2001          |
| [Chapitres 138-139-140-141] |                                                    |                                                  |                                                  |                       |
| 49 | Le duel des monstres des dés – 4e partie           | 奇跡のディメンジョン ブラックマジシャン召喚      | Kiseki no Dimenjon Burakku Majishan Shōkan       | 3 avril 2001          |
| [Chapitres 141-142-143-144] |                                                    |                                                  |                                                  |                       |

### Deuxième saison
| No | Titre français                                              | Titre japonais                            | Titre japonais                                      | Date de 1re diffusion |
| No | Titre français                                              | Kanji                                     | Rōmaji                                              | Date de 1re diffusion |
| --- | ----------------------------------------------------------- | ----------------------------------------- | --------------------------------------------------- | --------------------- |
| 50 | Le mystérieux duelliste - 1re partie                        | 過去からの挑戦 戦慄のゼラ                 | Kako kara no Chōsen Senritsu no Zera                | 10 avril 2001         |
| 51 | Le mystérieux duelliste - 2e partie                         | 砕かれた千年パズル                        | Kudakareta Sennen Pazuru                            | 17 avril 2001         |
| Les épisodes 51 et 52 adaptent la partie où Yûgi est séparé de son Puzzle. Dans le manga c'est lorsqu'il affronte Duke Devlin. (Chapitres 140 à 146) |                                                             |                                           |                                                     |                       |
| 52 | Du passé au présent                                         | 失われた王の記憶                          | Ushinawareta Farao no Kioku                         | 24 avril 2001         |
| [Chapitres 146-147] |                                                             |                                           |                                                     |                       |
| 53 | Passé trouble                                               | 炎のダンスバトル                          | Honō no Dansu Batoru                                | 1er mai 2001          |
| [Chapitre 149] |                                                             |                                           |                                                     |                       |
| 54 | Obélisk le Tourmenteur                                      | この町は、バトルシティとなる！            | Kono Machi wa, Batoru Shiti Tonaru!                 | 8 mai 2001            |
| [Chapitres 148-150-151] |                                                             |                                           |                                                     |                       |
| 55 | Traqué par les pilleurs de l'ombre                          | グールズ強襲 狙われた真紅眼の黒竜         | Gūruzu Kyōshu Nerawareta Reddo Aizu Burakku Doragon | 15 mai 2001           |
| [Chapitre 151] |                                                             |                                           |                                                     |                       |
| 56 | Yûgi contre Jack Hunter, le pilleur de l'ombre - 1re partie | 激闘！ バトルシティ開幕                   | Gekitō! Batoru Shiti Kaimaku                        | 22 mai 2001           |
| [Chapitres 152-153] |                                                             |                                           |                                                     |                       |
| 57 | Yûgi contre Jack Hunter, le pilleur de l'ombre - 2e partie  | 逆転 連鎖破壊                             | Gyakuten Chēn Disutorakushon                        | 29 mai 2001           |
| [Chapitres 154-155] |                                                             |                                           |                                                     |                       |
| 58 | Le duelliste extra-lucide - 1re partie                      | エスパー絽場 サイキックデッキの恐怖       | Esupā Roba Saikikku Dekki no Kyōfu                  | 5 juin 2001           |
| [Chapitres 155-156-157] |                                                             |                                           |                                                     |                       |
| 59 | Le duelliste extra-lucide - 2e partie                       | 勇気ある賭け 廻れルーレットスパイダー     | Yūkiaru Kake Maware Rūretto Supaidā                 | 12 juin 2001          |
| [Chapitres 158-159] |                                                             |                                           |                                                     |                       |
| 60 | Le maître des magiciens - 1re partie                        | ブラックマジシャン使い パンドラ           | Burakku Majishan Tsukai Pandora                     | 19 juin 2001          |
| [Chapitres 159-160-161] |                                                             |                                           |                                                     |                       |
| 61 | Le maître des magiciens - 2e partie                         | 魂のブラックマジック                      | Tamashī no Burakku Majikku                          | 26 juin 2001          |
| [Chapitres 162-163] |                                                             |                                           |                                                     |                       |
| 62 | Le maître des magiciens - 3e partie                         | 魔術師の弟子 ブラックマジシャンガール     | Majishan no Deshi Burakku Majishan Gāru             | 3 juillet 2001        |
| [Chapitres 164-165] |                                                             |                                           |                                                     |                       |
| 63 | Le piège d'Insector Haga - 1re partie                       | 復讐の罠 暴走！ パラサイド                | Fukushū no Wana Bōsō Parasaido                      | 10 juillet 2001       |
| [Chapitres 166-167-168] |                                                             |                                           |                                                     |                       |
| 64 | Le piège d'Insector Haga - 2e partie                        | 鋼鉄の騎士 ギアフリード                   | Hagane no Kishi Giafurīdo                           | 17 juillet 2001       |
| [Chapitres 168-169] |                                                             |                                           |                                                     |                       |
| 65 | La marionnette - 1re partie                                 | マリク始動 神のコンボ                     | Mariku Shidō Kami no Konbo                          | 24 juillet 2001       |
| [Chapitres 170-171-172] |                                                             |                                           |                                                     |                       |
| 66 | La marionnette - 2e partie                                  | オシリスの天空竜                          | Oshirisu no Tenkūryū                                | 31 juillet 2001       |
| [Chapitres 172-173-174] |                                                             |                                           |                                                     |                       |
| 67 | La marionnette - 3e partie                                  | 神を越えろ！ 究極の無限ループ             | Kami wo Koero! Kyūkyoku no Mugen Rūpu               | 7 août 2001           |
| [Chapitres 175-176-177] |                                                             |                                           |                                                     |                       |
| 68 | Le pêcheur légendaire - 1re partie                          | 見えない敵 シーステルスII                 | Mienai Teki Shī Suterusu Tsū                        | 14 août 2001          |
| [Chapitres 177-178-179] |                                                             |                                           |                                                     |                       |
| 69 | Le pêcheur légendaire - 2e partie                           | 伝説のフィッシャーマン                    | Densetsu no Fisshāman                               | 21 août 2001          |
| [Chapitres 180-181-182-183] |                                                             |                                           |                                                     |                       |
| 70 | Le double duel - 1re partie                                 | 仮面の呪縛 高層のデュエル                 | Kamen no Jubaku Kōsō no Dyueru                      | 28 août 2001          |
| [Chapitres 183-184-185] |                                                             |                                           |                                                     |                       |
| 71 | Le double duel - 2e partie                                  | 封じられた神のカード                      | Fūjiwareta Kami no Kādo                             | 4 septembre 2001      |
| [Chapitres 185-186] |                                                             |                                           |                                                     |                       |
| 72 | Le double duel - 3e partie                                  | 結束せよ!                                 | Kessōkuseyo!                                        | 11 septembre 2001     |
| [Chapitres 187-188] |                                                             |                                           |                                                     |                       |
| 73 | Le double duel - 4e partie                                  | オベリスクの巨神兵                        | Oberisuku no Kyoshinhen                             | 18 septembre 2001     |
| [Chapitres 188-189-190] |                                                             |                                           |                                                     |                       |
| 74 | Le sauvetage                                                | 絆                                        | Kizuna                                              | 25 septembre 2001     |
| [Filler] |                                                             |                                           |                                                     |                       |
| 75 | Amis jusqu'au bout - 1re partie                             | 非情の決闘 遊戯ｖｓ城之内                 | Hijō no Dyueru Yūgi Vāsasu Jōnōchi                  | 2 octobre 2001        |
| [Chapitres 191-192-193] |                                                             |                                           |                                                     |                       |
| 76 | Amis jusqu'au bout - 2e partie                              | 届け！友情の真紅眼の黒竜                  | Todoke! Yūjō no Reddo Aizu Burakku Doragon          | 9 octobre 2001        |
| [Chapitres 194-195] |                                                             |                                           |                                                     |                       |
| 77 | Amis jusqu'au bout - 3e partie                              | 絶望へのカウントダウン                    | Zetsubō e no Kauntodaun                             | 16 octobre 2001       |
| [Chapitres 196-197] |                                                             |                                           |                                                     |                       |
| 78 | Amis jusqu'au bout - 4e partie                              | ボクを撃て！運命のラストターン            | Boku wo Ute! Unmei no Rasuto Tān                    | 23 octobre 2001       |
| [Chapitres 197-198-199-200] |                                                             |                                           |                                                     |                       |
| 79 | Le duel du cimetière                                        | ゴーストデッキｖｓオカルトデッキ          | Gōsuto Dekki Vāsasu Okaruto Dekki                   | 30 octobre 2001       |
| [Chapitre 201 + Filler] |                                                             |                                           |                                                     |                       |
| 80 | Duel sous les projecteurs                                   | 忍者使いマグナム見参                      | Ninja Masutā Magunamu Kenzan                        | 6 novembre 2001       |
| [Filler] |                                                             |                                           |                                                     |                       |
| 81 | Phase finale                                                | バトルシップ発進!                         | Batoru Shippu Hasshin!                              | 13 novembre 2001      |
| [Chapitres 201-202-203] |                                                             |                                           |                                                     |                       |
| 82 | Yûgi contre Bakura - 1re partie                             | 天空のファーストデュエル 遊戯ｖｓ闇の獏良 | Tenkū no Fāsuto Dyueru Yūgi Vāsasu Yami no Bakura   | 27 novembre 2001      |
| [Chapitres 203-204-205] |                                                             |                                           |                                                     |                       |
| 83 | Yûgi contre Bakura - 2e partie                              | 死を呼ぶウィジャ盤                        | Shi wo Yobu Wija Ban                                | 27 novembre 2001      |
| [Chapitres 205-206-207] |                                                             |                                           |                                                     |                       |
| 84 | Yûgi contre Bakura - 3e partie                              | 闇を砕け 神の一撃！                       | Yami wo Kudake Kami no Ichigeki!                    | 27 novembre 2001      |
| [Chapitres 207-208-209] |                                                             |                                           |                                                     |                       |
| 85 | La colère des Dieux égyptiens                               | 秘められた力 神のカードの謎               | Himerareta Chikara Kami no Kādo no Nazo             | 4 décembre 2001       |
| [Filler] |                                                             |                                           |                                                     |                       |
| 86 | Joey contre Odion - 1re partie                              | 城之内ｖｓトラップデッキ！                | Jōnōchi Vāsasu Torappu Dekki!                       | 11 décembre 2001      |
| [Chapitres 209-210-211] |                                                             |                                           |                                                     |                       |
| 87 | Joey contre Odion - 2e partie                               | 受け継ぎし魂 サイコショッカー反撃！       | Uketsugishi Kādo Saiko Shokka Hangeki!              | 18 décembre 2001      |
| [Chapitres 212-213] |                                                             |                                           |                                                     |                       |
| 88 | Joey contre Odion - 3e partie                               | ラーの翼神竜を召喚せよ                    | Rā no Yokushinryū wo Shōkanseyo                     | 25 décembre 2001      |
| [Chapitres 214-215] |                                                             |                                           |                                                     |                       |
| 89 | Joey contre Odion - 4e partie                               | ラーの怒り 立て！ 城之内                  | Rā no Ikari! Tate! Jōnōchi                          | 8 janvier 2002        |
| [Chapitres 215-216-217] |                                                             |                                           |                                                     |                       |
| 90 | Jeu de mémoire - 1re partie                                 | 舞ｖｓマリク 闇のデュエル                 | Mai Vāsasu Mariku Yami no Dyueru                    | 15 janvier 2002       |
| [Chapitres 218-219] |                                                             |                                           |                                                     |                       |
| 91 | Jeu de mémoire - 2e partie                                  | 神のカードを奪え                          | Kami no Kādo wo Ubae                                | 22 janvier 2002       |
| [Chapitres 219-220-221] |                                                             |                                           |                                                     |                       |
| 92 | Jeu de mémoire - 3e partie                                  | 古代神官文字の謎                          | Hieratikku Tekisuto no Nazo                         | 29 janvier 2002       |
| [Chapitres 222-223-224] |                                                             |                                           |                                                     |                       |
| 93 | Kaiba contre Shizu - 1re partie                             | 海馬ｖｓ8人目のデュエリスト               | Kaiba Vāsasu Hachininme no Dyueristo                | 5 février 2002        |
| [Chapitres 224-225-226] |                                                             |                                           |                                                     |                       |
| 94 | Kaiba contre Shizu - 2e partie                              | 未来を変える一撃                          | Mirai wo Kaeru Ichigeki                             | 12 février 2002       |
| [Chapitres 227-228-229-230] |                                                             |                                           |                                                     |                       |
| 95 | Le gardien du tombeau - 1re partie                          | 明かされるイシュタール家の真実            | Akasareru Ishutāru-ke no Shinjitsu                  | 19 février 2002       |
| [Chapitres 230-231-232-233] |                                                             |                                           |                                                     |                       |
| 96 | Le gardien du tombeau - 2e partie                           | 闇(マリク)ｖｓ闇(獏良)                    | Yami (Mariku) Vāsasu Yami (Bakura)                  | 26 février 2002       |
| [Chapitres 234-235] |                                                             |                                           |                                                     |                       |
| 97 | Le gardien du tombeau - 3e partie                           | ＯＮＥ ＴＵＲＮ ＫＩＬＬ                  | Wan Tān Kiru                                        | 5 mars 2002           |
| [Chapitres 235-236] |                                                             |                                           |                                                     |                       |

### Troisième saison
| No                           | Titre français                            | Titre japonais                            | Titre japonais                                           | Date de 1re diffusion |
| No                           | Titre français                            | Kanji                                     | Rōmaji                                                   | Date de 1re diffusion |
| ---------------------------- | ----------------------------------------- | ----------------------------------------- | -------------------------------------------------------- | --------------------- |
| 98                           | Prisonniers du monde virtuel - 1re partie | 未知なる挑戦者 巨大機動要塞浮上！         | Michinaru Chōsensha Kyodai Kidō Yōsai Fujō!              | 12 mars 2002          |
| 99                           | Prisonniers du monde virtuel - 2e partie  | デッキマスター 深海の戦士                 | Dekki Masutā Shinkai no Senshi                           | 19 mars 2002          |
| 100                          | Prisonniers du monde virtuel - 3e partie  | 恐怖の再生コンボ                          | Kyōfu no Saisei Konbo                                    | 26 mars 2002          |
| 101                          | Prisonniers du monde virtuel - 4e partie  | 反撃のレインボーアーチ                    | Hangeki no Reinbō Āchi                                   | 9 avril 2002          |
| 102                          | Jeu de glace - 1re partie                 | 氷上の決闘 狙われた杏子                   | Hyōjō no Dyueru Nerawareta Anzu                          | 16 avril 2002         |
| 103                          | Jeu de glace - 2e partie                  | 輝け！ 賢者の宝石                         | Kagayake! Kenja no Hōseki                                | 23 avril 2002         |
| 104                          | Faites entrer l'accusé - 1re partie       | デッキマスター ジャッジマンの裁き         | Dekki Masutā Jajjiman no Sabaki                          | 30 avril 2002         |
| 105                          | Faites entrer l'accusé - 2e partie        | 勝利への賭け                              | Shōri e no Kake                                          | 7 mai 2002            |
| 106                          | Chaos mécanique - 1re partie              | 男の花道 本田玉砕                         | Otoko no Hanamichi Honda Gyokusai                        | 14 mai 2002           |
| 107                          | Chaos mécanique - 2e partie               | 聖女ジャンヌ三位一体の攻撃                | Seijo Jannu Sanmi Ittai no Kōgeki                        | 21 mai 2002           |
| 108                          | Règlement de comptes - 1re partie         | さらわれたモクバ 海馬ｖｓサイコショッカー | Sarawareta Mokuba Kaiba Vāsasu Saiko Shokkā              | 28 mai 2002           |
| 109                          | Règlement de comptes - 2e partie          | 宇宙からの攻撃 サテライトキャノン         | Uchū kara no Kōgeki Sateraito Kyanon                     | 4 juin 2002           |
| 110                          | Le secret de Noah                         | 深まる謎 乃亜の正体                       | Fumaru Nazo Noa no Shōtai                                | 11 juin 2002          |
| 111                          | La fusion des cinq grands - 1re partie    | ビッグ5の逆襲                             | Biggu Faibu no Gyakushū                                  | 18 juin 2002          |
| 112                          | La fusion des cinq grands - 2e partie     | 狙われた城之内 勝利への連係プレー         | Nerawareta Jōnōchi Shōri e Renkei Purē                   | 25 juin 2002          |
| 113                          | La fusion des cinq grands - 3e partie     | 倒せ！ ファイブゴッドドラゴン             | Taose! Faibu Goddo Doragon                               | 2 juillet 2002        |
| 114                          | Duel de frères - 1re partie               | 乃亜ｖｓ瀬人 天地創造の決闘               | Noa Vāsasu Seto Tenchisōzō no Dyueru                     | 16 juillet 2002       |
| 115                          | Duel de frères - 2e partie                | 無敵デッキマスター 奇跡の箱舟             | Muteki Dekki Masutā Kiseki no Hakobune                   | 23 juillet 2002       |
| 116                          | Duel de frères - 3e partie                | モクバを救え！ 運命の第七ターン           | Mokuba wo Sukue! Unmei no Dainana Tān                    | 30 juillet 2002       |
| 117                          | L'assaut final de Noah - 1re partie       | 引き継ぎし山札 遊戯ｖｓ乃亜               | Hikitsugi Dekki Yūgi Vāsasu Noa                          | 6 août 2002           |
| 118                          | L'assaut final de Noah - 2e partie        | LP 10000ｖｓ100！！                       | Raifu Pointo Man Vāsasu Hyaku!!                          | 13 août 2002          |
| 119                          | Une amère victoire                        | 海馬家の闇                                | Kaibake no Yami                                          | 20 août 2002          |
| 120                          | Enterrer le passé - 1re partie            | エクゾディア・ネクロス                    | Ekuzodia Nekurosu                                        | 27 août 2002          |
| 121                          | Enterrer le passé - 2e partie             | 脱出！！                                  | Dasshu!!                                                 | 27 août 2002          |
| 122                          | Retour à Batailleville - 1re partie       | 決戦の地 アルカトラズ                     | Kessen no Chi Arukatorazu                                | 27 août 2002          |
| [Chapitres 238-239]          |                                           |                                           |                                                          |                       |
| 123                          | Retour à Batailleville - 2e partie        | バトルロイヤル！                          | Batoru Roiyaru!                                          | 3 septembre 2002      |
| [Chapitres 240-241]          |                                           |                                           |                                                          |                       |
| 124                          | Retour à Batailleville - 3e partie        | それぞれの対戦者                          | Sorezore no Taisensha                                    | 3 septembre 2002      |
| [Chapitres 241-242]          |                                           |                                           |                                                          |                       |
| 125                          | Retour au royaume des ombres - 1re partie | 闇の準決勝 城之内ｖｓマリク               | Yami no Junkesshō Jōnōchi Vāsasu Mariku                  | 10 septembre 2002     |
| [Chapitres 243-244-245]      |                                           |                                           |                                                          |                       |
| 126                          | Retour au royaume des ombres - 2e partie  | 地獄の詩人 ヘルポエマー                   | Jigoku no Shijin Herupoemā                               | 17 septembre 2002     |
| [Chapitres 245-246]          |                                           |                                           |                                                          |                       |
| 127                          | Retour au royaume des ombres - 3e partie  | 逆転！ 稲妻の戦士                         | Gyakuten! Girufōdo Za Raitoningu                         | 24 septembre 2002     |
| [Chapitres 247-248]          |                                           |                                           |                                                          |                       |
| 128                          | Retour au royaume des ombres - 4e partie  | 城之内死す                                | Jōnōchi Shisu                                            | 8 octobre 2002        |
| [Chapitres 249-250]          |                                           |                                           |                                                          |                       |
| 129                          | Duel dans l'arène - 1re partie            | 天空闘戯場 遊戯ｖｓ海馬                   | Tenkū Koroshiamu Yūgi Vāsasu Kaiba                       | 15 octobre 2002       |
| [Chapitres 251-252-253]      |                                           |                                           |                                                          |                       |
| 130                          | Duel dans l'arène - 2e partie             | 神を喚(よ)ぶ三騎士                        | Kami wo Yobu Sankishi                                    | 22 octobre 2002       |
| [Chapitres 254-255]          |                                           |                                           |                                                          |                       |
| 131                          | Duel dans l'arène - 3e partie             | 激突！ 神ｖｓ神                           | Gekitotsu! Kami (Oshirisu) Vāsasu Kami (Oberisuku)       | 29 octobre 2002       |
| [Chapitres 256-257]          |                                           |                                           |                                                          |                       |
| 132                          | Duel dans l'arène - 4e partie             | 受け継ぎし運命の決闘                      | Uketsugishi Unmei no Dyueru                              | 5 novembre 2002       |
| [Chapitres 257-258-259]      |                                           |                                           |                                                          |                       |
| 133                          | Duel dans l'arène - 5e partie             | 友との誓い 真紅眼の黒竜                   | Tomo no Chikai Reddo Aizu Burakku Doragon                | 12 novembre 2002      |
| [Chapitres 259-260]          |                                           |                                           |                                                          |                       |
| 134                          | Duel dans l'arène - 6e partie             | 憎しみを撃て！ ブラックパラディン         | Nikushimi wo Ute! Burakku Paradin                        | 19 novembre 2002      |
| [Chapitres 261-262]          |                                           |                                           |                                                          |                       |
| 135                          | Duel pour la troisième place - 1re partie | 炎の凡骨ロード 城之内ｖｓ海馬             | Honō no Bonkotsu Rōdo Jōnōchi Vāsasu Kaiba               | 3 décembre 2002       |
| [Chapitre 263 + Filler]      |                                           |                                           |                                                          |                       |
| 136                          | Duel pour la troisième place - 2e partie  | 青眼の白龍ｖｓ青眼の白龍                  | Burūaizu Howaito Doragon Vāsasu Burūaizu Howaito Doragon | 10 décembre 2002      |
| [Filler]                     |                                           |                                           |                                                          |                       |
| 137                          | Duel pour la troisième place - 3e partie  | 真のデュエリストへの道                    | Shin no Dyueristo e no Michi                             | 17 décembre 2002      |
| [Chapitres 263-264 + Filler] |                                           |                                           |                                                          |                       |
| 138                          | Une finale tant attendue - 1re partie     | 決勝戦 遊戯ｖｓマリク                     | Kesshōsen Yūgi Vāsasu Mariku                             | 24 décembre 2002      |
| [Chapitres 265-266-267]      |                                           |                                           |                                                          |                       |
| 139                          | Une finale tant attendue - 2e partie      | 悪魔の聖域発動！                          | Debiruzu Sankuchuari Hatsudō!                            | 7 janvier 2003        |
| [Chapitres 268-269-270]      |                                           |                                           |                                                          |                       |
| 140                          | Une finale tant attendue - 3e partie      | 不死の壁 ゴッドスライム                   | Fushi no Kabe Goddo Suraimu                              | 14 janvier 2003       |
| [Chapitres 271-272]          |                                           |                                           |                                                          |                       |
| 141                          | Une finale tant attendue - 4e partie      | オベリスクの怒り ソウルエナジーMAX        | Oberisuku no Ikari Sōru Enajī MAX                        | 21 janvier 2003       |
| [Chapitres 273-274-275]      |                                           |                                           |                                                          |                       |
| 142                          | Une finale tant attendue - 5e partie      | バトルシティ終結！                        | Batoru Shiti Shūketsu!                                   | 28 janvier 2003       |
| [Chapitres 275-276-277]      |                                           |                                           |                                                          |                       |
| 143                          | Et la vie reprend son cours               | アルカトラズ炎上                          | Arukatorazu Enjō                                         | 4 février 2003        |
| [Chapitres 277-278]          |                                           |                                           |                                                          |                       |
| 144                          | Un regard en arrière                      | 兆                                        | Kizashi                                                  | 11 février 2003       |
| [Filler]                     |                                           |                                           |                                                          |                       |

### Quatrième saison
| No  | Titre français                               | Titre japonais                              | Titre japonais                              | Date de 1re diffusion |
| No  | Titre français                               | Kanji                                       | Rōmaji                                      | Date de 1re diffusion |
| --- | -------------------------------------------- | ------------------------------------------- | ------------------------------------------- | --------------------- |
| 145 | Une nouvelle menace - 1re partie             | 新たなる闇の鼓動                            | Aratanaru Yami no Kodō                      | 18 février 2003       |
| 146 | Une nouvelle menace - 2e partie              | オレイカルコスの結界                        | Oreikarukosu no Kekkai                      | 25 février 2003       |
| 147 | La légende des dragons                       | 名もなき竜 ティマイオス                     | Namonaki Ryū Timaiosu                       | 4 mars 2003           |
| 148 | Le retour des créateurs                      | ペガサスからの招待状                        | Pegasasu kara no Shōtaijō                   | 11 mars 2003          |
| 149 | Un air de déjà-vu - 1re partie               | トゥーンワールドの悪夢                      | Tūn Wārudo no Akumu                         | 18 mars 2003          |
| 150 | Un air de déjà-vu - 2e partie                | 目覚めよ！ クリティウス                     | Mezameyo! Kuritiusu                         | 8 avril 2003          |
| 151 | Un ennemi inattendu                          | 予期せぬ敵                                  | Yokisenu Teki                               | 15 avril 2003         |
| 152 | Le retour de Mai - 1re partie                | 闇に堕ちた舞                                | Yami ni Ochita Mai                          | 22 avril 2003         |
| 153 | Le retour de Mai - 2e partie                 | よみがえれ！ 第三の竜                       | Yomigaere! Daisan no Ryū                    | 29 avril 2003         |
| 154 | Le retour de Mai - 3e partie                 | ヘルモスの奇跡                              | Herumosu no Kiseki                          | 6 mai 2003            |
| 155 | Le défi                                      | ターゲットは名もなき王                      | Tāgetto wa Namonaki Farao                   | 13 mai 2003           |
| 156 | Le destin du Pharaon - 1re partie            | 遊戯ｖｓラフェール 鉄壁のガーディアンデッキ | Yūgi Vāsasu Rafēru Teppeki no Gādian Dekki  | 20 mai 2003           |
| 157 | Le destin du Pharaon - 2e partie             | ドーマの真実                                | Dōma no Shinjitsu                           | 27 mai 2003           |
| 158 | Le destin du Pharaon - 3e partie             | 遊戯の中の闇 ティマイオス消滅               | Yūgi no Naka no Yami Timaious Shōmetsu      | 3 juin 2003           |
| 159 | Le jugement des pierres                      | 引きさかれた魂                              | Hikisakareta Tamashī                        | 10 juin 2003          |
| 160 | Sur la mauvaise voie - 1re partie            | 暴走特急デュエル                            | Bōsō Tokkyū Dyueru                          | 24 juin 2003          |
| 161 | Sur la mauvaise voie - 2e partie             | パワーアップデッキ！ 羽蛾＆竜崎             | Pawā Appu Dekki! Haga to Ryūzaki            | 24 juin 2003          |
| 162 | Sur la mauvaise voie - 3e partie             | ティマイオス発動せず                        | Timaious Hatsudōsezu                        | 1er juillet 2003      |
| 163 | Autodestruction                              | 対決！ 二人の遊戯                           | Taiketsu! Futari no Yūgi                    | 8 juillet 2003        |
| 164 | Quand l'histoire se répète                   | オレイカルコス・ソルジャー                  | Oreikarukosu Sorujā                         | 22 juillet 2003       |
| 165 | Un jeu d'armure                              | ヴァロン始動！ 謎のアーマーデッキ           | Varon Shidō! Nazo no Āmā Dekki              | 29 juillet 2003       |
| 166 | Le vol de la peur - 1re partie               | 復讐のアメルダ 大空中決闘                   | Fukushū no Ameruda Ōzorachū Dyueru          | 12 août 2003          |
| 167 | Le vol de la peur - 2e partie                | 天空の要塞 ジグラー                         | Tenkū no Yōsai Jiguratto                    | 19 août 2003          |
| 168 | La prise de contrôle                         | 忍びよるダーツの影                          | Shinobiyoru Dātsu no Kage                   | 19 août 2003          |
| 169 | Un duel pour Mai - 1re partie                | 激突！ 城之内ｖｓヴァロン                   | Gekitotsu! Jōnōchi Vāsasu Varon             | 2 septembre 2003      |
| 170 | Un duel pour Mai - 2e partie                 | フルアーマー・グラビテーション              | Furu Āmā Gurabitēshon                       | 9 septembre 2003      |
| 171 | Un duel pour Mai - 3e partie                 | 響きあう魂                                  | Hibikiau Tamashī                            | 16 septembre 2003     |
| 172 | Un duel pour Mai - 4e partie                 | 激闘の果てに                                | Gekitō no Hate ni                           | 23 septembre 2003     |
| 173 | Un duel pour Mai - 5e partie                 | 苦い勝利                                    | Nigai Shōri                                 | 1er octobre 2003      |
| 174 | Aux prises avec le gardien - 1re partie      | 運命の決闘！ 遊戯ｖｓラフェール             | Unmei no Dyueru! Yūgi Vāsasu Rafēru         | 8 octobre 2003        |
| 175 | Aux prises avec le gardien - 2e partie       | 不死身！ ガーディアン・デスサイス           | Fushimi! Gādian Desusaisu                   | 15 octobre 2003       |
| 176 | Aux prises avec le gardien - 3e partie       | 心の闇を撃て！                              | Kokoro no Yami wo Ute!                      | 22 octobre 2003       |
| 177 | Duel avec Dartz - 1re partie                 | 決戦の地へ！ ダーツｖｓ遊戯&海馬            | Kessen no Chi e! Dātsu Vāsasu Yūgi to Kaiba | 29 octobre 2003       |
| 178 | Duel avec Dartz - 2e partie                  | アトランティスの悲劇                        | Atorantisu no Higeki                        | 5 novembre 2003       |
| 179 | Duel avec Dartz - 3e partie                  | 囚われのミラーナイト                        | Toraware no Mirā Naito                      | 12 novembre 2003      |
| 180 | Duel avec Dartz - 4e partie                  | オレイカルコスの三重結界                    | Oreikarukosu no Sanjū Kekkai                | 19 novembre 2003      |
| 181 | Duel avec Dartz - 5e partie                  | よみがえれ！ 伝説の三騎士                   | Yomigaere! Densetsu no Sankishi             | 26 novembre 2003      |
| 182 | Duel avec Dartz - 6e partie                  | 攻撃力∞！ 蛇神ゲー                          | Kōgekiryoku Mugendai! Jashin Gē             | 3 décembre 2003       |
| 183 | Le réveil de la grande créature - 1re partie | 神神の戦い                                  | Kamigami no Tatakai                         | 10 décembre 2003      |
| 184 | Le réveil de la grande créature - 2e partie  | 光の中を歩め                                | Hikari no Naka wo Ayume                     | 17 décembre 2003      |

### Cinquième saison
| No                                          | Titre français                                | Titre japonais                      | Titre japonais                                     | Date de 1re diffusion |
| No                                          | Titre français                                | Kanji                               | Rōmaji                                             | Date de 1re diffusion |
| ------------------------------------------- | --------------------------------------------- | ----------------------------------- | -------------------------------------------------- | --------------------- |
| 185                                         | Un nouveau défi                               | ＫＣグランプリ開幕                  | Kei Shī Guran Puri Kaimaku                         | 24 décembre 2003      |
| 186                                         | L'homme contre la machine                     | 動きだした陰謀                      | Ugokidashita Inbō                                  | 7 janvier 2004        |
| 187                                         | Que le tournoi commence - 1re partie          | 城之内ｖｓマスク・ザ・ロック        | Jōnōchi Vāsasu Masuku Za Rōku                      | 14 janvier 2004       |
| 188                                         | Que le tournoi commence - 2e partie           | 幻の古代竜                          | Maboroshi no Enshento Doragon                      | 21 janvier 2004       |
| 189                                         | Championne en herbe                           | 熱闘！ レベッカｖｓヴィヴィアン     | Nettō! Rebekka Vāsasu Vivian                       | 28 janvier 2004       |
| 190                                         | Tout feu, tout flamme - 1re partie            | 城之内ｖｓジーク 華麗なる決闘       | Jōnōchi Vāsasu Jīku Kareinaru Dyueru               | 4 février 2004        |
| 191                                         | Tout feu, tout flamme - 2e partie             | モンスター抹殺の女神                | Monsutā Massatsu no Megami                         | 11 février 2004       |
| 192                                         | Un duel de géant - 1re partie                 | 天才少女ｖｓ天才少年                | Tensai Shōjo (Rebekka) Vāsasu Tensai Shōnen (Reon) | 18 février 2004       |
| 193                                         | Un duel de géant - 2e partie                  | おとぎの国のレオン                  | Otogi no Kuni no Reon                              | 25 février 2004       |
| 194                                         | Un défi inattendu - 1re partie                | 海馬乱入！ グランプリ決勝戦         | Kaiba Rannyū! Guran Puri Kesshōsen                 | 3 mars 2004           |
| 195                                         | Un défi inattendu - 2e partie                 | 戦女神ｖｓ青眼の白龍                | Warukyūre Vāsasu Burū Aizu Howaito Doragon         | 10 mars 2004          |
| 196                                         | Secrets de famille - 1re partie               | デュエルキング決定戦 遊戯ｖｓレオン | Dyueru Kingu Ketteisen Yūgi Vāsasu Reon            | 17 mars 2004          |
| 197                                         | Secrets de famille - 2e partie                | シュトロームベルクの金の城          | Shutorōmuberuku no Kin no Shiro                    | 24 mars 2004          |
| 198                                         | Secrets de famille - 3e partie                | KCグランプリ終結                    | Kei Shī Guran Puri Shūketsu                        | 31 mars 2004          |
| 199                                         | Le tombeau du Pharaon sans nom                | 究極のゲーム                        | Kyūkyoku no Gēmu                                   | 7 avril 2004          |
| [Chapitres 279-280]                         |                                               |                                     |                                                    |                       |
| 200                                         | L'éveil spirituel                             | 動きだした闇のバクラ                | Ugokidashita Yami no Bakura                        | 14 avril 2004         |
| [Chapitres 280-281]                         |                                               |                                     |                                                    |                       |
| 201                                         | La mémoire du Pharaon                         | 開かれた記憶の扉                    | Hirakareta Kioku no Tobira                         | 21 avril 2004         |
| [Chapitres 282-283-284]                     |                                               |                                     |                                                    |                       |
| 202                                         | L'intrus - 1re partie                         | 盗賊王バクラ見参！                  | Tōzokuō Bakura Kenzan                              | 28 avril 2004         |
| [Chapitres 284-285-286-287-288-289]         |                                               |                                     |                                                    |                       |
| 203                                         | L'intrus - 2e partie                          | マハードの決意                      | Mahādo no Ketsui                                   | 5 mai 2004            |
| [Chapitres 289-290-292]                     |                                               |                                     |                                                    |                       |
| 204                                         | L'avènement d'un magicien                     | 死闘！ マハードｖｓバクラ           | Shitō! Mahādo Vāsasu Bakura                        | 12 mai 2004           |
| [Chapitres 292-293-294]                     |                                               |                                     |                                                    |                       |
| 205                                         | La naissance du Dragon Blanc aux Yeux Bleus   | 青い瞳のキサラ                      | Aoi Hitomi no Kisara                               | 19 mai 2004           |
| [Chapitres 295-296-297-298-299]             |                                               |                                     |                                                    |                       |
| 206                                         | Le village des âmes perdues                   | 千年アイテム誕生の秘密              | Sennen Aitemu Tanjō no Himitsu                     | 26 mai 2004           |
| [Chapitres 299-300-301-302-308]             |                                               |                                     |                                                    |                       |
| 207                                         | Un revers de fortune                          | 巻き戻る時間                        | Mokimodoru Toki                                    | 2 juin 2004           |
| [Chapitres 302-303-304-305-306-307-309-310] |                                               |                                     |                                                    |                       |
| 208                                         | En quête d'un roi                             | 生きていたファラオ                  | Ikiteita Farao                                     | 9 juin 2004           |
| [Chapitres 309-310-311-312]                 |                                               |                                     |                                                    |                       |
| 209                                         | La vengeance de Kul Elna - 1re partie         | 死霊の村                            | Shiryō no Mura                                     | 16 juin 2004          |
| [Chapitres 312-313-314-315-316]             |                                               |                                     |                                                    |                       |
| 210                                         | La vengeance de Kul Elna - 2e partie          | 盗賊王バクラの最期                  | Tōzokuō Bakura no Saigo                            | 23 juin 2004          |
| [Chapitres 317-318]                         |                                               |                                     |                                                    |                       |
| 211                                         | La vengeance de Kul Elna - 3e partie          | 新たなるステージ                    | Aratanaru Sutēji                                   | 30 juin 2004          |
| [Chapitres 319-320-321-322]                 |                                               |                                     |                                                    |                       |
| 212                                         | La vengeance de Kul Elna - 4e partie          | 闇の大神官                          | Yami no Daishinkan                                 | 7 juillet 2004        |
| [Chapitres 322-323-324]                     |                                               |                                     |                                                    |                       |
| 213                                         | La vengeance de Kul Elna - 5e partie          | 邪神復活へのカウントダウン          | Jashin Fukkatsu e no Kauntodaun                    | 14 juillet 2004       |
| [Chapitres 323-324]                         |                                               |                                     |                                                    |                       |
| 214                                         | Le dilemme de Seto                            | 白き龍                              | Shiroki Ryū                                        | 21 juillet 2004       |
| [Chapitres 324-328-329-330-334-335-336]     |                                               |                                     |                                                    |                       |
| 215                                         | La résurrection de Zorc l'Obscur - 1re partie | 大邪神ゾーク復活                    | Daijashin Zōku Fukkatsu                            | 28 juillet 2004       |
| [Chapitres 324-325-326]                     |                                               |                                     |                                                    |                       |
| 216                                         | La résurrection de Zorc l'Obscur - 2e partie  | 伝説の守護神 エクゾディア復活！     | Densetsu no Shugoshin Ekuzodia Fukkatsu!           | 4 août 2004           |
| [Chapitres 326-330-331]                     |                                               |                                     |                                                    |                       |
| 217                                         | La résurrection de Zorc l'Obscur - 3e partie  | 召喚！ 三幻神                       | Shōkan! San Genshin                                | 11 août 2004          |
| [Chapitres 326-327]                         |                                               |                                     |                                                    |                       |
| 218                                         | La résurrection de Zorc l'Obscur - 4e partie  | ゾークｖｓ青眼の究極竜              | Zōku Vāsasu Burū Aizu Arutimetto Doragon           | 18 août 2004          |
| [Chapitre 331]                              |                                               |                                     |                                                    |                       |
| 219                                         | Au nom du Pharaon                             | 王の名のもとに！！                  | Farao no Na no Moto ni!!                           | 24 août 2004          |
| [Chapitres 331-332-333-334]                 |                                               |                                     |                                                    |                       |
| 220                                         | Un dernier voyage                             | 最後の試練                          | Saigo no Shiren                                    | 1er septembre 2004    |
| [Chapitres 336-337-338]                     |                                               |                                     |                                                    |                       |
| 221                                         | Le duel ultime - 1re partie                   | 運命のラストデュエル                | Unmei no Rasuto Dyueru                             | 8 septembre 2004      |
| [Chapitres 338-339-340]                     |                                               |                                     |                                                    |                       |
| 222                                         | Le duel ultime - 2e partie                    | 三幻神を倒せ！                      | Sangenshin wo Taose!                               | 15 septembre 2004     |
| 223                                         | Le duel ultime - 3e partie                    | 強き心 優しき心                     | Tsuyoki Kokoro Yasashiki Kokoro                    | 22 septembre 2004     |
| [Chapitre 341]                              |                                               |                                     |                                                    |                       |
| 224                                         | Le duel ultime - 4e partie                    | 光の中へ完結する物語                | Hikari no Naka e Kanketsusuru Monogatari           | 29 septembre 2004     |
| [Chapitres 341-342-343]                     |                                               |                                     |                                                    |                       |

## Yu-Gi-Oh! Capsule Monsters
Cette série est produite par le studio Gallop et comporte un total de 12 épisodes. Licenciée par 4Kids Entertainment, elle n'a jamais été diffusée au Japon. Les dates correspondent donc à la diffusion américaine.
| No | Titre français                                | Titre japonais | Titre japonais | Date de 1re diffusion |
| No | Titre français                                | Kanji          | Rōmaji         | Date de 1re diffusion |
| -- | --------------------------------------------- | -------------- | -------------- | --------------------- |
| 1  | Le jeu des monstres à capsules                |                |                | 9 septembre 2006      |
| 2  | Diviser pour mieux régner                     |                |                | 16 septembre 2006     |
| 3  | Enfin réunis                                  |                |                | 23 septembre 2006     |
| 4  | La forteresse de la peur                      |                |                | 30 septembre 2006     |
| 5  | L'œil du cyclone                              |                |                | 7 octobre 2006        |
| 6  | L'épreuve de la lumière et des ombres         |                |                | 14 octobre 2006       |
| 7  | La malédiction du Dragon Noir aux Yeux Rouges |                |                | 21 octobre 2006       |
| 8  | Le fruit de l'évolution                       |                |                | 28 octobre 2006       |
| 9  | Les dragons démons - 1re partie               |                |                | 4 novembre 2006       |
| 10 | Les dragons démons - 2e partie                |                |                | 11 novembre 2006      |
| 11 | Un duel de rois - 1re partie                  |                |                | 18 novembre 2006      |
| 12 | Un duel de rois - 2e partie                   |                |                | 25 novembre 2006      |

## Doublage français
La version française a été enregistrée dans le studio La Dame Blanche, sous la direction de :
- Myriam Thyrion (saison 1)
- Frédéric Meaux (saisons 2, 3, 4 et 5)
- Bruno Mullenaerts (en alternance sur la saison 4)

- Laurent Chauvet : Yûgi Mûto, Yami Yûgi / Atem
- Bruno Mullenaerts : Joey Wheeler
- David Manet : Tristan Taylor
- Marie Van R : Téa Gardner (saisons 1, 2 et 5), Makuba Kaiba (saisons 1, 2 et 5)
- Julie Basecqz : Téa Gardner (saisons 3 et 4), Makuba Kaiba (saisons 3 et 4)
- Nessym Guetat : Seto Kaiba (voix principale), Insector Haga, Prêtre Seto
- Frédéric Meaux : Ryô Bakura (saisons 1 à 4), Yami Bakura (saisons 1 à 4), Shadi (saison 5), Siegfried von Schroeder, Rex Raptor (saison 1), Mako Tsunami (saison 1), Kemo (épisode 3), Alister (épisode 159)
- Arnaud Léonard : Salomon Mûto, Maximilien Pegasus, Roland, Umbra, Johnson (saison 3)
- Carole Baillien : Mai Valentine, Rebecca Hawkins (saisons 1 et 4)
- Peppino Capotondi : Croquet, Kemo (voix principale), Lumis, Mr. Ishtar, Leichter (saison 3), Arthur Hawkins (saisons 4 et 5), Rex Raptor (à partir de la 2e saison), Bonz (saison 1), Gozaburo Kaiba (saison 5)
- Jean-Marc Delhausse : Panik, Bandit Ken, Gansley (saison 3), Aknamkanon, Hassan (voix principale), Marek Ishtar (première voix)
- Nicolas Dubois : Jack Hunter, Marek Ishtar (voix principale)
- Jennifer Baré : Noah Kaiba, Magicienne des Ténèbres, Shizu (saison 5), Prêtresse Isis, Kisara
- Martin Spinhayer : Yami Marek, Gozaburo Kaiba (saison 3), Nezbizz (saison 3)
- Gaëtan Wiernik : Duke Devlin (saisons 1 et 2)
- Thierry Janssen : Mako Tsunami (à partir de la saison 2), Odion, Arkana, Bonz (saison 2)
- Philippe Allard : Duke Devlin (saisons 3, 4 et 5), Seto Kaiba (épisodes 22 à 25)
- Daniel Dury : Gansley (épisodes 43 à 45), Arthur Hawkins (saison 1)
- Alexandra Correa : Shizu (saisons 2 et 3)
- Damien Gillard : Shadi (saisons 1 et 2)
- Robert Dubois : Gurimo (épisodes 145 et 146), Prêtre Aknadin
- Stephane Flamand : Marek Ishtar enfant (voix principale)
- Jean-Paul Clérbois : Esparo
- Jean-Michel Vovk : Crump (saison 3)
- Franck Dacquin : Dartz (voix principale)
- Sébastien Hébrant : Dartz (voix de remplacement)
- Christophe Hespel : Alister (voix principale)
- Lionel Bourguet : Rafael, Prêtre Shada (voix principale)
- Alexandre Crépet : Valon
- ? : Léo von Schroeder
- Mathieu Moreau : Bakura (saison 5), Yami Bakura (saison 5)
- Olivier Cuvellier : Bobasa, Hassan (première voix), Prêtre Karim (deuxième voix)
- Romain Barbieux : Prêtre Mahad
- Marielle Ostowsky : Mana, Horakhty
- Élisabeth Guinand : Rebecca Hawkins (saison 5)